# 細胞接着
細胞接着（さいぼうせっちゃく、英: cell adhesion、cell attachment）は、細胞同士が付着、あるいは細胞が細胞外マトリックスに付着していることをさす。血液細胞のような浮遊性の細胞を除くと、多細胞生物では、個々の細胞は独立して存在することはない。すべての細胞は細胞接着し、特定の組織・器官の構造と機能を形成・維持し、コミュニケートし、感応し、修復し、個体の生存をつかさどっているのである。
なお、同じような用語に「細胞結合」（cell junction）がある。「細胞結合」と「細胞接着」の用語の上下関係は、専門家でも曖昧だが、1つの考え方は、同格の用語で、「細胞結合」は形態的な細胞の構造に重点を置き（細胞組織学の用語）、細胞接着は結合（接着）するプロセスや仕組みに重点をおいた（細胞生理生化学の用語）というものである。

## 歴史
発生生物学では、数世紀にわたって観察されてきた発生過程の生命現象が、ここ数十年、現象を担うタンパク質と遺伝子が同定され、顕微鏡の発達による微細な形態的観察も合わせ、分子レベルの相互作用で理解されるようになってきた。
1908年、米国・ノースカロライナ大学のウィルソン（HV. Wilson）は、色の異なる2種類の海綿を1つ1つの細胞までバラバラにしてから混ぜると、同じ色同士の細胞が集塊を作ることを発見した。この現象を細胞選別と呼ぶ。
1955年、米国・ロチェスター大学のドイツ系アメリカ人・ホルトフレーター（Holtfreter）の実験では、黒イモリの予定表皮と白イモリの神経板を、1つ1つの細胞までバラバラにしてから混ぜると、両者は混ざり合って細胞集塊を作るが、細胞集塊の中で1つ1つの細胞は移動し、やがて予定表皮細胞は予定表皮細胞同士、神経板細胞は神経板細胞同士が集まる。つまり、細胞選別の結果、同じ細胞同士を選んで細胞接着する。
発生生物学の材料として、ウニやイモリが多用されていたが、1950年代、ニワトリ、マウス、ヒトなどの動物細胞を用いた細胞培養法が確立されていく。米国・シカゴ大学のイスラエル系米国人・モスコーナ（A.Moscona）が、トリプシンなどのタンパク質分解酵素による細胞解離法を開発し、細胞培養法を確立していく。継代培養（英：subculture)が可能な哺乳類細胞系（cell line）、細胞株（cell strain）、細胞クローン（cell clone）が次々と樹立されていく。
1950年代後半、モスコーナは、高等動物の培養細胞を用いて、細胞を浮遊状態で旋回培養すると、もとの組織に近い細胞の集塊を作ることを発見した。例えば、肝臓からの細胞浮遊液と腎臓からの細胞浮遊液を混合して旋回培養すると、一度、均一な細胞集塊をつくるが、徐々に、肝臓の細胞は肝臓の細胞同士、腎臓の細胞は腎臓の細胞同士と、同種の細胞同士の集塊を作る。これを細胞選別と呼ぶと前述した。一方、同じ種類の細胞だが、異なる動物種だと、均一の細胞集塊を作る（キメラになっている）。例えば、ニワトリの軟骨形成細胞とマウスの軟骨形成細胞の細胞浮遊液を混合して旋回培養すると、均一な細胞集塊をつくり、時間が経過しても、ニワトリ由来細胞とマウス由来細胞に分離することがない。

細胞は、細胞選別する前に「細胞‐細胞接着」をする。この「細胞‐細胞接着」は、非特異的な分子間引力・結合力、つまり、万能の「のり」物質が担っている、あるいは、細胞表面の＋－の電気的な親和力と考えられた時代もある。これは、「細胞‐基質接着」では、1970年代、アミノ酸・リジンのポリマーポリリジン（polylysine）を培養プラスチック容器の表面にコートし、細胞の接着性を向上させ、細胞培養を行なうことが行われていたことに起因する。ポリリジンは＋荷電した高分子である。それで、「細胞‐細胞接着」の細胞接着も非特異的ではないかと考えられた。
しかし、非特異的な分子や電気的な親和力では、細胞接着（細胞選別）の特異性を説明できず、生命科学の立場からも、生化学者が抗原抗体反応や酵素反応の特異性をタンパク質で解明してきた時代の影響受け、細胞生物学者も、細胞接着の特異性はタンパク質が担っていると考えるようになった。
1973年、英国 王立がん研究基金 のリチャード・ハインズ（Richard O. Hynes）が細胞表面にあるタンパク質・フィブロネクチン（細胞外マトリックスにあるタンパク質の1つ）を発見し。1976年、米国・NIH・国立がん研究所のケネス・ヤマダ（K.M. Yamada）が、フィブロネクチンをまいた培養皿に細胞が接着すること、つまり、フィブロネクチンの細胞接着活性を発見した 。そして、1985年、細胞接着分子・フィブロネクチンのレセプターとしてインテグリンが発見された。
「細胞‐細胞接着」を担う分子は、1976年、米国・ロックフェラー大学のGM・エデルマンが、ニワトリの神経網膜の細胞‐細胞接着を担うタンパク質を発見し、CAMと命名したのが最初である。数年遅れて、カドヘリン（1983年発見）も発見された。
細胞接着は、多細胞生物の基本原理の1つで、単細胞から多細胞への進化に伴う必須の過程である。生物は、多細胞体制を構築したことで、複雑な分業が可能になり、組織・器官が発達し、さらに進化が進み、多くの生物機能が獲得されてきた。
細胞接着の研究は、主として、細胞生物学、発生生物学、脳神経科学分野の課題であり、臨床医学的には細胞-基質間接着やカドヘリン接着が組織形成・器官発達異常、がん、血液凝固、創傷治癒をはじめ多くの疾患と関係していることが示されてきた。一方でタイトジャンクションのようにバリア機能に特化した接着構造も存在する。基礎から応用にいたる生命科学の諸分野で活発に研究され、同じ細胞接着分子が、同じとは知らずに別の分野でも発見・命名され、結果として、同一分子にいくつかの別名をもつものもある。「細胞接着分子」の項目を参照されたい。
なお、細胞接着は単に細胞の接着を担うだけではないことも知られている。細胞の移動、増殖、分化、活動などの細胞生理をコントロールする機能分子である（アウトサイド・イン）。
さらに、細胞内から細胞外への調節機能（インサイド・アウト）もあり、ダイナミックな調節系を構築している。細胞間の相互作用も担い、生物学の基本原理の1つとなっている。

## 分類
細胞が接着する相手で分類すると、細胞接着には以下の2分類がある。
1. 細胞-細胞接着（cell-cell adhesion）：細胞と細胞の接着である。多くは同じ種類の細胞どうしの接着である。
2. 細胞-基質接着（cell-substratum adhesion）：細胞と基質（つまり、細胞外マトリックス）の接着である。

細胞-細胞接着および細胞-基質接着の大枠は、細胞結合 (anchoring junction)である。接着の特性・相手・細胞骨格で分類すると、その大枠の下に固定結合、連絡結合、閉鎖結合の3種類の中枠があり、中枠の1つ・固定結合は、接着を細胞膜の裏側から支える細胞骨格の種類で2つに分類される。
1つは、細胞骨格がアクチンフィラメントの接着結合であり、他方は、中間径フィラメントの接着斑（デスモソーム）、半接着斑（ヘミデスモソーム）である。
- 細胞接着 (cell-cell adhesion)
- 細胞結合(cell junction)
  - 固定結合(anchoring junction)
    - 接着結合（adherens junction）
    - 接着斑（デスモソーム、desmosome）
    - 半接着斑（ヘミデスモソーム、hemidesmosome）

  - 連絡結合（communicating junction）
    - ギャップ結合（gap junction）
    - シナプス結合（synaptic junction）
    - 原形質連絡 （plasmodesma）

  - 閉鎖結合 (occluding junction)
    - 密着結合（tight junction）
    - 隔壁結合（septate junction）
- その他

## 細胞接着装置
細胞は、接着部域に、接着装置を作る。
上皮組織では、上皮細胞の「細胞-細胞接着」で、接着結合（アドヘレンス・ジャンクション）、タイトジャンクション、接着斑（デスモソーム）などの接着装置を形成する。「細胞-基質接着」で、細胞外マトリックスである基底膜に接着し、半接着斑（ヘミデスモソーム）と呼ぶ接着装置を形成する。
結合組織などの間質細胞は、「細胞-基質接着」で、細胞周辺の細胞外マトリックス（コラーゲン繊維など）に接着する。接着装置は焦点接着（focal adhesion）である。
血液細胞のように、ふだんは浮遊性で細胞接着しない細胞でも、細胞分化や機能発現時には、血管内皮細胞に接着し組織へ侵入する。血管内皮細胞に接着する接着装置は、接触結合である。
なお、培養皿の上で線維芽細胞などを培養すると、細胞はフィブロネクチンやビトロネクチンなどを介して皿上に接着し伸展する。この現象は、「細胞-基質接着」（cell-substratum adhesion）と呼ばれる細胞-細胞外マトリックス接着の一種である。細胞が基質に接着する部分に接着装置の焦点接着（focal adhesion）が形成される。
例外はあるが、接着装置の基本構成は次の通りである。
1. 細胞外タンパク質：細胞膜貫通の「狭義の細胞接着分子」と細胞接着分子である細胞外マトリックスタンパク質（フィブロネクチン、ラミニン、ビトロネクチンなど）。
2. 細胞膜タンパク質：上記と同一の細胞膜貫通の「狭義の細胞接着分子」と、カベオリンやGタンパク質共役型受容体（G protein coupled receptor: GPCR）など細胞接着に関与する細胞膜タンパク質（含・細胞膜付着タンパク質）。
3. 細胞膜裏打ちタンパク質：接着部域の細胞質側にあり、接着装置を裏側から物理的に補強し、細胞内の細胞骨格に構造をつなげる。タリン（talin）、キンドリン（kindlin）、ビンキュリン、αアクチニン、パキシリンなど。
4. 細胞内シグナル伝達タンパク質：細胞が接着した情報を細胞内に伝える（アウトサイド・イン）。さらに、細胞内の状況を接着装置を通して細胞外へ伝える（インサイド・アウト）。タンパク質リン酸化を伴う複雑な細胞内シグナル伝達を展開するタンパク質リン酸化酵素群とアダプタータンパク質群が関与する。
5. 細胞骨格：アクチンフィラメント、中間径フィラメント、微小管。

## 細胞接着の機能
多様な細胞接着分子は、それぞれが結合特異性を示す。このことは、それぞれの細胞接着分子の違った細胞での動的発現と相まって、胚発生時における形態形成や組織構築に重要な意味を持つ。例えば、細胞集合の形成、細胞の移動に細胞接着は大切である。
細胞接着分子の多くは、細胞内において細胞骨格と連結しており、接着構造を安定化させ細胞全体の形態の維持、組織構造の維持を担う。接着構造は、上皮細胞に見られるように、細胞と細胞の間隙を充填することで、外界からの分子、細菌、ウイルスなどの侵入を防ぐという機能も有している。
更に、細胞-基質接着分子の一部は、接着を通じて、細胞内部にシグナルを伝え細胞分化、増殖といった細胞形質の制御を行う。
細胞接着分子には、ウイルスや細菌のレセプターとして機能するものもあり、感染症の初期段階に関与する。
免疫細胞では細胞の組織分配や機能発現に接着を介した細胞認識が重要である。
脳神経系においては、神経細胞の移動、神経細胞から伸長する軸索の誘導やシナプス形成に細胞接着分子が働くことで、複雑な神経回路網ができあがる（神経回路形成）。シナプスにおける細胞接着構造の変化は、神経伝達の効率や回路を変化させることで、学習や記憶といった可塑性にも関わることが推定されている。特に、シナプスに局在したり、シナプス形成に関与する細胞接着分子をシナプス接着分子と呼ぶことがある。神経細胞においては、神経細胞の移動、更に神経細胞から伸長した軸索誘導やシナプス形成の段階でも細胞接着を中心にした制御が不可欠である。

## 細胞接着と疾患
細胞接着は生命の基本原理であり、多様で多数の疾患が知られている。以下は一部である。
- がん転移
- 白血球接着不全
- グランツマン血小板無力症